# ダンディン
ダンディン（Daṇḍin）は古代インドの伝奇小説作家、詩論学者である。伝記、年代全て明らかになっていない。
散文になった伝奇小説『ダシャクマーラチャリタ（十王子物語）』を通して非凡な文才を見せ、サンスクリット文学の新分野を開拓し、また、詩論学著書『カーヴィヤーダルシャ（詩作の鏡）』（Kāvyādarśa）を発表し、詩論、数詞学の発達に貢献した。『ダシャクマーラチャリタ』と『カーヴィヤーダルシャ』の作者は別人とする説もある。

## 日本語訳
- 『十王子物語』田中於菟弥・指田清剛訳、平凡社東洋文庫、1966年。